# Krämerbartlhaus Wagrain

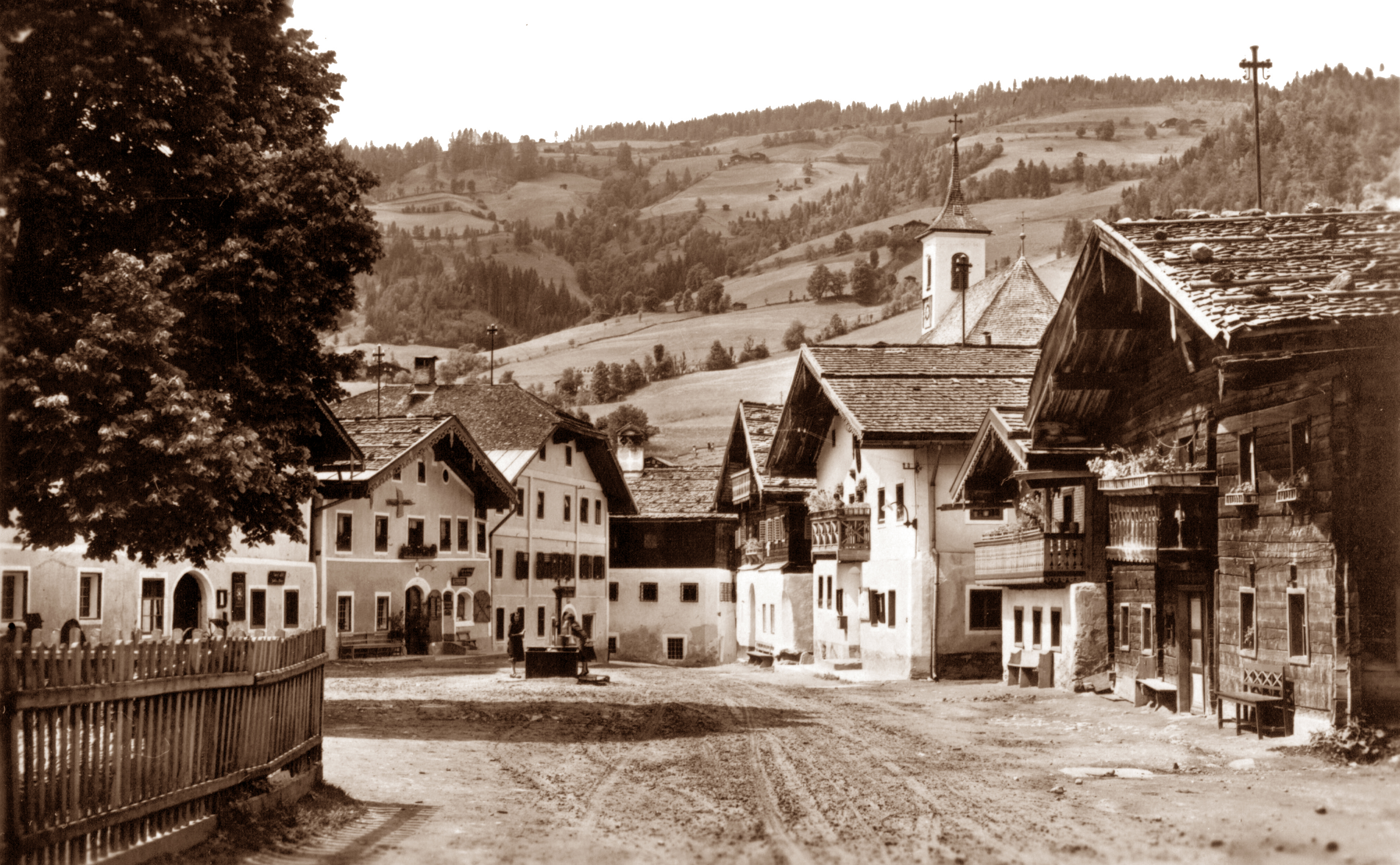
Marktplatz in Wagrain, Salzburgerland, vor dem großen Marktbrand

Das Krämerbartlhaus in Wagrain ist heute als Haus Kirchweger bekannt. Das Gebäude wird als Geschäfts- und Appartementhaus bewirtschaftet. Im Haus befindet sich mit Stand 2019 eine Post.
Der Name „Krämerbartlhaus“ dürfte auf den Besitzer Bartlme Göschl hinweisen, der das Haus, auf dem sich das Gewerbe „eine Krämereysgerechtigkeit wobey auch der Turchschnid“ befand, Ende des 18. Jahrhunderts durch Kauf erworben hatte. In den Quellen wird es als eine „Burgrechtsbehausung samt Gartten, das Schmidhaus“ bezeichnet.

## Besitzerreihe

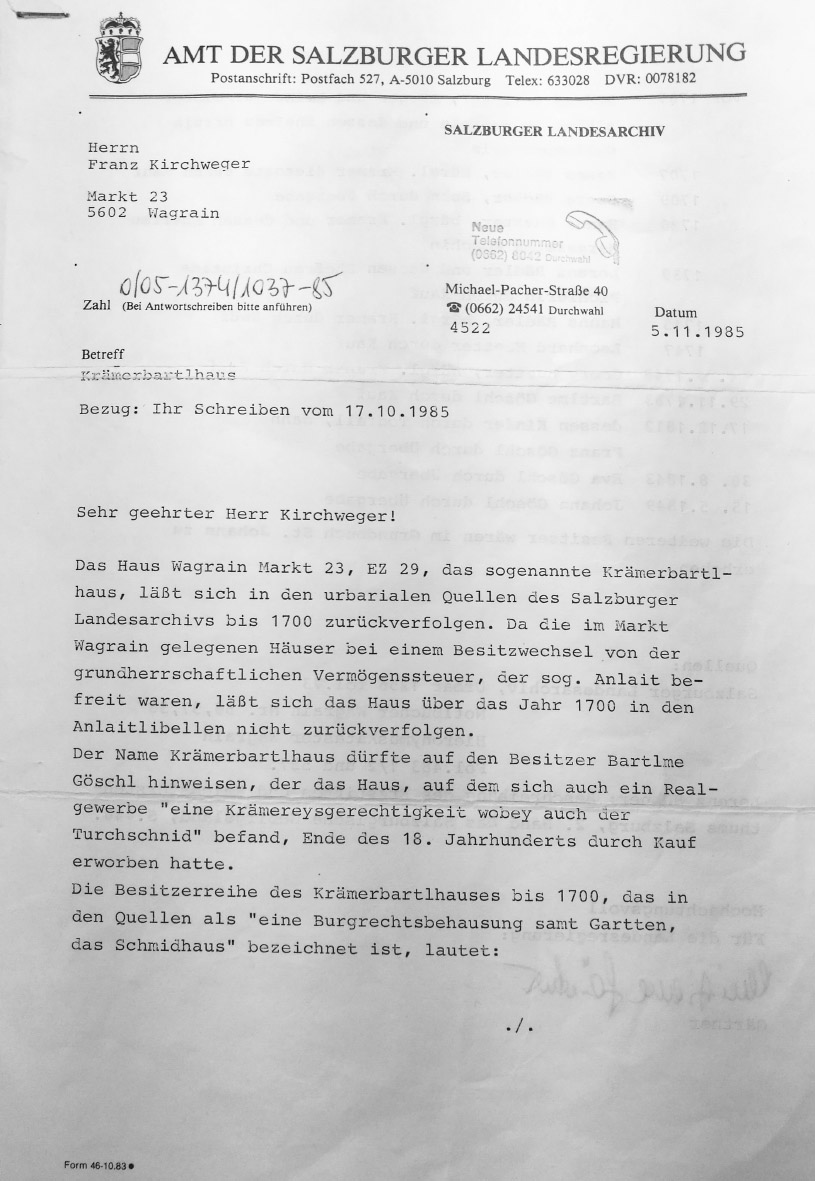

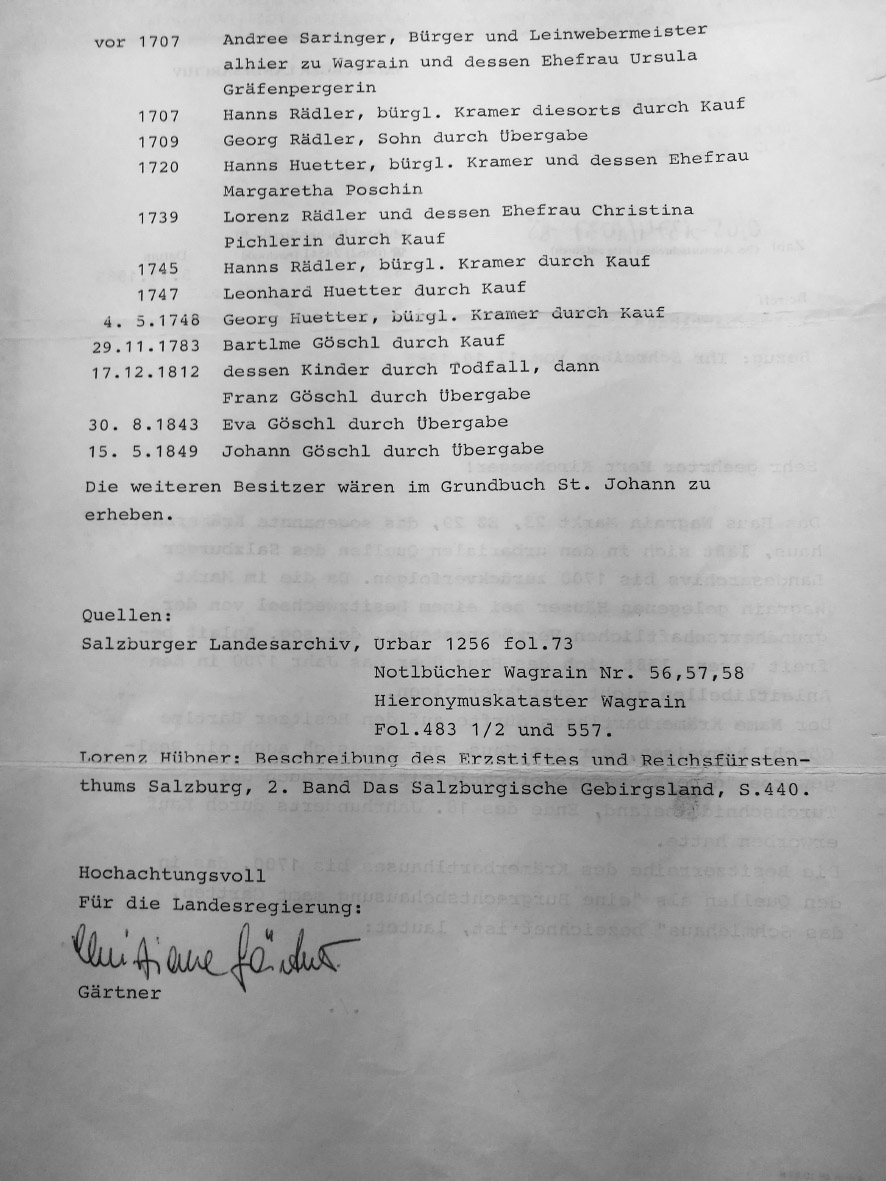

- Vor 1707 – Andre Springer, Bürger und Leinwebmeister alhier zu Wagrain und dessen Ehefrau Ursula Gräfenbergerin
- 1707 – Hans Rädler, bürgl. Krämer diesorts durch Kauf
- 1709 – Georg Rädler, Sohn – durch Übergabe
- 1720 – Hans Huetter, bürgl. Krämer und dessen Ehefrau Posthin
- 1729 – Lorenz Rädler und dessen Ehefrau Christina Pichlerin
- 1745 – Hans Rädler bürgl. Krämer diesorts durch Kauf
- 1747 – Leonhard Huetter durch Kauf
- 4. Mai 1748 – Georg Huetter bürgl. Krämer durch Kauf
- 29. November 1783 Bartlme Göschl durch Kauf
- 17. Dezember 1812 – dessen Kinder durch Todesfall, dann Franz Göschl durch Übergabe
- 30. August 1843 – Eva Göschl durch Übergabe
- 15. Mai 1849 – Johann Göschl durch Übergabe
- 5. Juni 1882 – Johann Göschl durch Übergabe
- 4. Juni 1895 – Johann Oberbichler durch Kauf
- 9. Februar 1896 – Viktoria Oberbichler durch Übergabe
- 3. Februar 1897 – Mathäus Kirchweger durch Kauf
- 24. Oktober 1901 – Franz Kirchweger durch Übergabe
- 22. Juni 1922 – Anna Kirchweger durch Todesfall
- 16. Mai 1933 – Maria und Franz Kirchweger durch Übergabe
- 24. August 1973 – Elisabeth und Franz Kirchweger durch Übergabe
- 22. Februar 2008 – Cornelia und Günter M. Kirchweger durch Übergabe

Koordinaten: 47° 19′ 59,6″ N, 13° 17′ 46,8″ O